# 새한국당
새한국당(-韓國黨)은 1992년에서부터 1995년까지 존속했었던 대한민국의 중도자유보수정당이었다.

## 역사와 내력
1992년 민주자유당(民主自由黨) 내부 민정계의 유력한 대선 후보였던 이종찬(李鍾贊)이 민주계 출신 김영삼(金泳三)과의 대통령 후보 경선에서 패배한 뒤 자신을 지지하는 김현욱, 박철언, 이영일, 장경우 등과 함께 1992년 10월에 창당했고 하나회 12기 출신의 예비역 육군 대령 박병하 前 개신교 목사를 새한국당 상임고문 겸 최고위원 직위에 세웠다.
이후 1992년 12월에 시행된 14대 대선 후보로 이종찬을 추대했으나 아직도 좀처럼 오르지 않는 이종찬의 지지율에 박철언, 김용환 등의 일부 의원들이 탈당하고 무소속 전향하더니 통일국민당(統一國民黨)으로 당을 옮기고 박병하 상임고문 겸 최고위원도 퇴임 및 탈당 선언하였으며 결국 이종찬 자신도 12월 13일을 기하여 국민당 정주영(鄭周永) 후보의 지지를 선언한다.
이후 재보궐선거에서 1석도 얻지 못하는 최악의 부진 속에 1995년 3월 이기택이 이끄는 민주당(民主黨)과 합당해 역사 속으로 사라졌다.